# سیریل دیل
سیریل دیل (فرانسوی: Cyril Dessel‎؛ زادهٔ ۲۹ نوامبر ۱۹۷۴) دوچرخه‌سوار اهل فرانسه است.